# Dinosaur King (jeu vidéo)
Pour les articles homonymes, voir Dinosaur King (homonymie).
Dinosaur King (nommé 古代王者 恐竜キング ７つのかけら, Kodai Ouja Kyouryuu King: 7-tsu no Kakera au Japon) est un jeu vidéo de rôle sur Nintendo DS édité par Sega et développé par Climax Entertainment. C'est une adaptation en jeu vidéo de la série d'animation Dinosaur King et est basé sur le jeu vidéo d'arcade du même nom. Il est distribué fin 2007 au Japon.

## Système de jeu
Dans le jeu sur DS, le joueur incarne au choix un des deux personnages principaux (Max Taylor et Rex Owen/Ancien), et commence avec un dinosaure précis (respectivement un Triceratops s'il choisit Max et un Carnotaurus s'il choisit Rex Owen/Ancien). Il suit ensuite plusieurs quêtes durant lesquelles il doit affronter différents membres du Gang Alpha usant eux aussi des dinosaures, déterrer et restaurer des fossiles, gagner de nouvelles aptitudes au cours des combats, tout cela dans un système assez proche de Pokémon. À cette fin, il visite les différents continents (basés sur ceux du monde réel), et trouve les fossiles de chaque dinosaure sur le continent où ils ont été trouvés dans la réalité. Les combats sont basés sur un système de pierre/papier/ciseaux, permettant de choisir à chaque tour qui attaque et fait ainsi perdre des points de vie au dinosaure adverse jusqu'à ce qu'il ne puisse plus se battre.

## Synopsis
L'histoire commence dans le Labo-D, un centre de recherche sur les dinosaures occupé par le paléontologue Spike Taylor et son équipe, la D-Team, qui se consacrent à l'étude des reptiles préhistoriques. Le docteur Reese Drake, assistante de Taylor, met au point les pistodinos, des appareils permettant de créer un vortex temporel pour ramener à la vie des dinosaures à l'aide de cartes à leurs images. Cette création, qui ravit Max, le fils de Taylor, et son ami Rex, a pour objectif de permettre une meilleure étude des créatures. Cependant, peu après la mise au point de l'appareil, un mystérieux groupe criminel, le Gang Alpha, vole l'un des pistodinos et l'utilise pour ressusciter un tyrannosaure et le lancer à l'attaque du Labo-D. Utilisant eux-mêmes des Pistodinos, Max et Rex raniment à leurs tours des dinosaures et parviennent à triompher du tyrannosaurus, mais le Gang Alpha s'enfuit avec le Pistodino volé, après avoir annoncé son intention d'en user pour conquérir le monde. Max et Rex se lancent alors à l'aventure pour stopper la sinistre organisation.